# ريتشارد باس
ريتشارد باس (بالإنجليزية: Richard Bass)‏ هو رائد أعمال أمريكي، ولد في 21 ديسمبر 1929 في تلسا في الولايات المتحدة، وتوفي في 26 يوليو 2015 في دالاس في الولايات المتحدة.